# Come On Over (film fra 1922)
Come On Over er en amerikansk stumfilm fra 1922 af Alfred E. Green.

## Medvirkende
- Colleen Moore som Moyna Killiea
- Ralph Graves som Shane O'Mealia
- J. Farrell MacDonald som Michael Morahan
- Kate Price som Delia Morahan
- James A. Marcus som Carmody
- Kathleen O'Connor som Judy Dugan
- Florence Drew som Bridget Morahan